# Redjang (langue)
Pour les articles homonymes, voir Redjang (homonymie).
Le redjang ou rejang (en anglais, Rejang) est une langue parlée en Indonésie, dans le Sud de l'île  de Sumatra. Elle appartient à la branche malayo-polynésienne des langues austronésiennes.

## Classification
Le redjang n'est directement apparenté à aucune des autres langues malayo-polynésiennes. Pour Adelaar et Ross, il constitue, à l'intérieur de cette famille de langues, un isolat, et est, de ce fait, un des sous-groupes dans le groupe (géographique et polyphylétique) des langues malayo-polynésiennes occidentales.
Son lien avec le nasal reste hypothétique à ce jour.